# Budinščina
Budinščina es un municipio de Croacia en el condado de Krapina-Zagorje.

## Geografía
Se encuentra a una altitud de 194 m s. n. m. a 66,6 km de la capital nacional, Zagreb.

## Demografía
En el censo 2011, el total de población del municipio fue de 2542 habitantes, distribuidos en las siguientes localidades:
- Budinščina - 547
- Gotalovec - 155
- Grtovec - 349
- Krapinica - 266
- Marigutić - 26
- Pažurovec - 84
- Pece - 298
- Pokojec - 6
- Pomperovec - 48
- Prepuštovec - 77
- Sveti Križ - 128
- Topličica - 161
- Zajezda - 397